# کلس (ازبکستان)
کِلِس (به ازبکی: Keles، کېلېس) یک شهر در ازبکستان است که در ناحیه تاشکند واقع شده‌است. کلس ۲۵٬۰۰۰ نفر جمعیت دارد.